# Camarodonta
De Camarodonta zijn een orde van zee-egels uit de superorde Echinacea.

## Families
- Infraorde Echinidea Kroh & Smith, 2010
  - Superfamilie Odontophora Kroh & Smith, 2010
    - Echinometridae Gray, 1855
    - Strongylocentrotidae Gregory, 1900
    - Toxopneustidae Troschel, 1872

niet in een superfamilie geplaatst
  - Echinidae Gray, 1825
  - Parechinidae Mortensen, 1903
- Infraorde Temnopleuridea Kroh & Smith, 2010
  - Glyphocyphidae Duncan, 1889 †
  - Temnopleuridae A. Agassiz, 1872
  - Trigonocidaridae Mortensen, 1903
  - Zeuglopleuridae Lewis, 1986 †

niet in een infraorde geplaatst
- Parasaleniidae Mortensen, 1903

## Camarodontaincertae sedis
- Aeolopneustes Duncan & Sladen, 1882 †
- Porosoma Cotteau, 1856 †